# Sutra do Coração
O Sutra da Perfeição da Sabedoria ou Sutra do Coração (em sânscrito: Prajñā Pāramitā Hridaya Sūtra, chinês: 般若波羅蜜多心經) é um conhecido sutra budista mahāyāna.  Notável por sua brevidade, concisão e claridade, o Sutra do Coração tem esse nome por ser considerado representativo dos ensinamentos básicos dos Sutras da Perfeição da Sabedoria, que são muito mais longos.  Não é difícil ter o texto completo do sutra em uma única página.
O Zen em particular enfatiza bastante o estudo do Sutra do Coração.  Sua versão chinesa é recitada com frequência (na pronúncia local) em cerimônias na China, Japão,  Coreia e Vietnã.
Alguns acadêmicos acreditam que o Sutra do Coração foi composto originalmente na China e posteriormente traduzido para o sânscrito.  Essa não é uma opinião predominante, ainda que a versão chinesa seja de fato muito mais influente do que a versão em sânscrito. 

## Conteúdo
Neste Sutra, o bodhisattva da compaixão Avalokiteśvara, sânscrito "Aquele que olha para baixo" (em socorro dos seres em sofrimento) descreve a vacuidade (Shunyata) a Shariputra por meio de uma metáfora para a originação dependente e as Duas verdades: (a conhecida afirmação de que) "forma é vacuidade, vacuidade é forma".
Declara que também os skandhas, isto é, os cinco agregados da existência humana, são, eles próprios, vazios. "Dessa forma, Avalokiteśvara afirma que o transcendente é encontrado apenas em sua manifestação no imanente, e em nenhum outro lugar".
O Sutra do Coração é encerrado com um mantra ou dharani, que induz o recitador à compreensão da verdade:
| Sânscrito   | Pronúncia          | Tradução livre                        |
| ----------- | ------------------ | ------------------------------------- |
| Gate gate   | ['gəteː 'gəteː]    | Foi, foi                              |
| Pāragate    | ['paːrəgəteː]      | Foi além (para a outra margem)        |
| Pārasaṁgate | [paːrə'sə̃ŋgəteː]   | Foi completamente para a outra margem |
| Bodhi svāhā | ['boːd̪ʱɪ 'sʋaːhaː] | Iluminação, quão maravilhosa!         |